# Reichsstadt Kempten
Die Reichsstadt Kempten war Teil einer Doppelstadt, die sich seit dem 13. Jahrhundert in Konkurrenz zur zum Fürststift Kempten gehörenden Klostersiedlung im heutigen Kempten (Allgäu) bildete und die bis zur Mediatisierung 1802 als Reichsstadt bestand.

## Geschichte
Eine städtische Siedlung entwickelte sich wahrscheinlich im 12. Jahrhundert aus einer dem Abt des Klosters Kempten unterstehenden Marktsiedlung. Seit dem 13. Jahrhundert strebten die Einwohner Kemptens nach einer vollen Emanzipation vom Fürststift, ein Privileg König Rudolfs von Habsburg aus dem Jahr 1289 gilt als erster Schritt in diese Richtung. 1363 nutzten Kemptener Bürger die alljährliche Einladung des Abtes zum Martinsessen zur Eroberung der Stadtburg auf der Burghalde, die dem Abt gehörte und mit einem Vogt besetzt war. Die Reichsstadt wurde in der Folge zwar zum Wiederaufbau der zerstörten Burg verurteilt. Fürstabt Heinrich von Mittelberg (1356–1382) verzichtete allerdings auf die Erfüllung des Urteils und verkaufte die Burg, den Hügel und die zugehörigen Steinbrüche an die Reichsstadt „um des lieben Friedens willen“.
Innerstädtisch war die erste Hälfte des 14. Jahrhunderts von Unruhen geprägt, die im Zusammenhang mit Auseinandersetzungen zwischen den Handwerks-Zünften und der Oberschicht des städtischen Patriziats standen. 1379 wurde in einer Übereinkunft mit dem Fürststift die Zunftverfassung betätigt. Wichtigstes Gremium war der zunächst zwölfköpfige, im ausgehenden 15. Jahrhundert jedoch 24 Mitglieder zählende „Kleine Rat“. Er wurde fallweise durch die Zunftmeister bzw. die „Elfer“-Ausschüsse (die „Gemeinde“) der Zünfte verstärkt („Großer Rat“).
1488 wurde der Stadt von Kaiser Friedrich III. das Recht verliehen, sich durch Ämter selbst zu verwalten. Die Eigenständigkeit verstärkte sich durch die Münzprägeerlaubnis aus dem Jahr 1510 sowie durch die Einführung eines Gerichtswappens mit Gerichtssiegel.  Erst 1525 erlangte im Rahmen des „Großen Kaufs“ die Reichsstadt volle Unabhängigkeit vom Fürststift, als Fürstabt Sebastian von Breitenstein auf der Flucht vor aufständischen Bauern um Asyl in der Reichsstadt ersuchen musste und von Bürgermeister Gordian Seuter zu dem Vertrag gepresst wurde.
Bereits früh erfolgte der Anschluss an die Reformation. Der Status Kemptens als evangelische und reichsunmittelbare Stadt inmitten des Herrschaftsgebietes des Fürststifts führte zu ständigen Auseinandersetzungen zwischen den Bürgern der Reichsstadt und dem Fürstabt. Im Dreißigjährigen Krieg gehörten die katholische Fürstabtei und die evangelische Reichsstadt den beiden einander feindlich gesinnten Konfessionsparteien an. So wurde die Reichsstadt von kaiserlichen Truppen gestürmt und geplündert. Im Gegenzug wurde die fürstäbtliche Residenz auf Anstiftung der Reichsstadt 1632 durch die Schweden zerstört. Hinzu kamen zwei Pestzüge, so dass die Bevölkerung der Reichsstadt von 6000 Einwohnern vor dem Krieg auf 900 im Jahre 1635 zusammenbrach.
Die wirtschaftliche Grundlage Kemptens bildete der vom Reich geschützte Fernhandel mit Salz sowie der Handel mit lokal gefertigten Leinenstoffen und Schmiedeerzeugnissen. Vor allem durch das auf den Illerübergang ausgerichtete Straßennetz kam der Reichsstadt dabei Bedeutung zu. Das produzierende Gewerbe in der Stadt selbst war bis ins 17. Jahrhundert von den Webern geprägt, das 18. Jahrhundert brachte dem Fernhandel eine späte Blüte.
Die Reichsstadt konnte auf Dauer den Aufstieg der fürststiftischen Siedlung in Kempten nicht verhindern. Fürstabt Rupert von Bodman erwirkte, dass am 19. April 1728 diese durch ein Diplom von Kaiser Karl VI. zu einer eigenständigen Stadt erhoben wurde. Dies bedeutete für die Stiftsstadt zwar das Stadtrecht, aber man verzichtete auf eine bürgerliche Selbstverwaltung.
Mediatisiert wurde die Reichsstadt Kempten 1802, zeitgleich wurde das Fürststift säkularisiert. Anfang September 1802 marschierten kurpfalzbaierische Truppen unter Oberstleutnant von Lößl in Kempten ein. 1811 wurde mit dem Klostertor das erste trennende Stadttor abgebrochen. Am 17. Mai 1818 wurde im Königreich Bayern die Vereinigung der ehemaligen Reichsstadt (Altstadt) und der Stiftsstadt (Neustadt) offiziell vollzogen, wobei die ländlichen Orte des Umlandes abgetrennt und zu den beiden Ruralgemeinden Sankt Mang und St. Lorenz zusammengefasst wurden.